# Marcipa mediana
Marcipa mediana är en fjärilsart som beskrevs av George Francis Hampson 1926. Marcipa mediana ingår i släktet Marcipa och familjen nattflyn. Inga underarter finns listade i Catalogue of Life.